# Dirhinus vultur
Dirhinus vultur är en stekelart som först beskrevs av Girault 1915.  Dirhinus vultur ingår i släktet Dirhinus och familjen bredlårsteklar. Inga underarter finns listade i Catalogue of Life.